# Lincoln Building (Nueva York)
El Edificio Lincoln  es un edificio histórico ubicado en Nueva York, Estado de Nueva York (Estados Unidos). Se encuentra inscrito  en el Registro Nacional de Lugares Históricos desde el 8 de septiembre de 1983. R.H. Robertson fue su arquitecto.

## Ubicación
El Edificio Lincoln se encuentra dentro del condado de Nueva York en las coordenadas 40°44′08″N 73°59′32″O / 40.735556, -73.992222.